# Beiarn
Beiarn (lulesamisch Bájddár) ist eine Kommune im norwegischen Fylke Nordland. Die Kommune hat 1059 Einwohner (Stand: 1. Januar 2025). Verwaltungssitz ist die Ortschaft Moldjord.

## Geografie
Beiarn umfasst das Gebiet rund um den Beiarfjord, der sich von Westen aus in die Kommune einschneidet. Zunächst aus Südrichtung durch das Tal Beiardalen fließt der Fluss Beiarelva schließlich von Osten kommend in das östliche Ende des Fjords. Parallel dazu verläuft weiter im Westen das Tal Arstaddal mit dem Fluss Arstadelva, der an der gleichen Stelle wie die Beiarelva in den Beiarfjord mündet. Die Gemeinde grenzt im Norden an Bodø, im Osten als Saltdal, im Süden an Rana sowie im Westen an Meløy und Gildeskål.
An den Seiten des Beiardals und des Arstaddals liegen höhere Berge. Im Süden befinden sich einige Gletscher, die als Ausläufer des Svartisen gelten. Die höchste Erhebung ist der Skjelåtinden mit einer Höhe von 1636,5 moh. im Süden der Kommune. Im Gråtådalen, einem Seitental des Beiardalen, sind etwa 60 Höhlen bekannt.
Mit dem Saltfjellet-Svartisen-Nationalpark im Osten des Beiardalens und dem Láhko-Nationalpark im Südwesten der Kommune liegen zwei Nationalparks zum Teil im Gemeindeareal.

## Einwohner
Die Einwohner der Kommune verteilen sich vor allem entlang des Beiardalens, wo etwa 98 Prozent der Einwohner Beiarns leben. Am dichtesten besiedelt ist das Gebiet rund um die Ortschaft Moldjord. In der gesamten Gemeinde liegen keine Tettsteder, also keine Ansiedlungen, die für statistische Zwecke als eine städtische Siedlung gewertet werden. Ab etwa 1945 gingen die Bevölkerungszahlen der Gemeinde zurück. Von 1946 bis 2016 sank die Zahl der Einwohner um etwa 55 Prozent. Beiarn war im Jahr 2020 die Kommune mit dem geringsten Anteil an Personen mit höherer Bildung in ganz Norwegen. Insgesamt fielen nur 14,3 Prozent der Einwohner über 16 Jahre in diese Kategorie. Der Landesdurchschnitt lag bei 35,3 Prozent.
Die Einwohner der Gemeinde werden Beiarværing genannt. Offizielle Schriftsprache ist wie in vielen Kommunen in Nordland Bokmål, also die weiter verbreitete der beiden norwegischen Sprachformen.
| Jahr          | 1986 | 1990 | 1995 | 2000 | 2005 | 2010 | 2015 | 2020 | 2025 |
| ------------- | ---- | ---- | ---- | ---- | ---- | ---- | ---- | ---- | ---- |
| Einwohnerzahl | 1569 | 1488 | 1451 | 1311 | 1165 | 1114 | 1058 | 1017 | 1059 |

## Geschichte
In der Nähe von Moldjord gibt es Funde aus der Wikingerzeit. Die Beiarn kirke, eine Holzkirche aus dem Jahr 1873, liegt in Moldjord. Zudem gibt es in Beiarn einen privaten Nachbau der Stabkirche Gol, die Stabkirche Savjord.
Die Kommune Beiarn entstand im Jahr 1853, als sie von Gildeskål abgetrennt wurde. Seitdem veränderten sich die Grenzen nicht mehr.

## Wirtschaft
Die Landwirtschaft spielt für die wirtschaftliche Situation der Gemeinde eine wichtige Rolle. Es werden vor allem Rinder und Ziegen gehalten und es werden verstärkt Kartoffeln, Beeren und Gemüse angebaut. Im Besitz vieler Höfe befinden sich zudem Wälder. Des Weiteren hat die Fischerei eine größere Bedeutung, wobei vor allem in der Beiarelva Fische gefangen werden. Die Industrie Beiarns ist kaum ausgebaut, bis kurz nach dem Zweiten Weltkrieg wurde jedoch ein Schieferbergwerk betrieben. Im Jahr 2019 arbeiteten von 466 Arbeitstätigen 349 in Beiarn selbst, weitere waren vor allem in Bodø tätig.
Der Fylkesvei 813 stellt die Anbindung zum Fylkesvei 812 und somit auch zur Europastraße 6 (E6) in der Nachbargemeinde Saltdalen her.

## Wappen
Das seit 1988 offizielle Wappen der Kommune zeigt eine goldene Kiefer auf grünem Hintergrund. Es soll die Kiefernwälder der Gemeinde darstellen.